# Le cœur a ses raisons (pièce de théâtre)
Pour les articles homonymes, voir Le cœur a ses raisons.
Le cœur a ses raisons est une pièce de théâtre française, écrite en 1902 par Gaston de Cavaillet et Robert de Flers.
C'est une comédie en un acte, représentée pour la première fois à Paris, au Théâtre de la Renaissance, le 13 mai 1902.
Elle sera ensuite représentée à la Comédie-Française le 16 octobre 1903 en présence du Roi et de la Reine d'Italie, ainsi que du Président de la République Française au Ministère des affaires étrangères. Ce même théâtre en fera une seconde représentation le 7 février 1904.

## Intrigue
Jacques, timide et nerveux, est follement amoureux de Françoise depuis bientôt un an, mais n'a jamais osé lui déclarer sa flamme. C'est donc aujourd'hui qu'il se décide à faire le pas. Se rendant chez elle, il y croise Lucien, un ami d'enfance, coureur de jupons notoire. Jacques lui demande alors conseil, profitant du moment pour retarder au possible sa déclaration, qu'il redoute par crainte d'un refus. Lucien lui explique qu'il faut miser sur l'audace, enchaînant sur une critique vestimentaire, jugeant les habits de Jacques trop vieillots et mal choisis. Dégoûté d'un tel mauvais goût, il arrache accidentellement la cravate de Jacques. Ce-dernier, paniquant, supplie Lucien de faire sa déclaration à Françoise à sa place. Après hésitation, l'ami accepte. Une entente est donc établie; Jacques quittera la salle le temps de leur conversation et, à son retour, Lucien devra porter deux gants si tout s'est bien passé, et un seul si la dame ne veut rien savoir du pauvre homme.
Alors que Françoise fait son entrée, Jacques s'éclipse. Lucien est d'abord direct, déclarant d'aplomb ce que son vieil ami lui a confié, mais il se prend rapidement à son propre piège et tombe lui aussi amoureux de la belle Françoise, se mettant à la complimenter sans cesse. Jouant de la séduction, la dame répond à ses avances, et les deux commencent à se moquer du pauvre Jacques et de sa lâcheté. Elle accepte finalement d'accompagner Lucien à dîner, suivi d'une magnifique soirée à l'Opéra, sortie que l'homme avait prévu faire avec son amante du moment, Lucette.
C'est alors que Jacques revient sonner à la porte. Françoise insiste alors à l'entendre déclarer sa flamme lui-même, rien que pour se moquer de la comparaison avec celle de Lucien. Ce-dernier s'interroge alors sur le nombre de gant à enfiler, et se décide à n'en porter aucun. Jacques entre et, face aux mains dénudées de son ami, se met à paniquer. Lucien les laisse ainsi en tête à tête, le temps d'aller avertir Lucette du changement pour ce soir. Pendant plusieurs minutes, Françoise pousse ainsi Jacques à se déclarer, lui qui redevient tout timide face à son grand amour et ne dit rien. Au mieux, il raconte de vieilles anecdotes du lycée à propos de son ami Lucien qui, une fois, avait escamoté le chapeau du pauvre Jacques. Il avait alors eu à recopier dix fois : « Je suis toujours puni quand je fais des niches à mes petits camarades ». Françoise, ennuyée, tente alors une stratégie. Elle lui annonce qu'il a déjà avoué son amour durant l'été, inventant une anecdote de toutes pièces, racontant qu'ils étaient seuls sur la plage, près d'un phare, au son d'une valse lointaine... Jacques, d'abord dubitatif, finit par se prendre au jeu et se met à la croire sur parole. Il déverse alors tout l'amour qu'il a pour elle et qu'il étouffe depuis un an, expliquant qu'il n'a jamais été timide, mais que son seul regard le rendait presque végétatif. Françoise, charmée, accepte de lui donner sa chance.
Lucien revient soudain et annonce qu'il vient de rompre avec Lucette pour l'amour de Françoise. Cette dernière lui explique qu'elle sortira finalement avec Jacques, en prenant évidemment les places offertes à la base par Lucien. Les deux amants sortent ainsi de scène, laissant seul Lucien qui se retrouve sans Lucette, ni Françoise. « Vous, mon bon ami, vous allez prendre une belle feuille de papier blanc... [...] Et vous me copierez trente fois le verbe : On est toujours puni quand on fait des niches à ses petits camarades », lance-t-elle alors une dernière fois avant que les rideaux ne s'abaissent.

## Distributions
Au Théâtre de la Renaissance (représentation du 13 mai 1902) :
- Jacques Artenay : Firmin Gémier
- Lucien de Jullianges : Fredal
- Françoise Vernières : Andrée Mégard
- Une femme de chambre : -

À la Comédie-Française (représentations du 16 octobre 1903 et du 7 février 1904) :
- Jacques Artenay : Maurice de Féraudy / Henry Mayer
- Lucien de Jullianges : Garey
- Françoise Vernières : Marie Leconte
- Une femme de chambre : Lebray

## Citations
« Oh ! Ce jour-là, elle tenait un comptoir de petits plumeaux et de balais. On lui avait proposé de vendre des bonbons et des sachets, elle a préféré les balais ; c'est une femme sérieuse. Je la vis, et tout de suite je sentis que c'en était fait de ma tranquillité. [...] À partir de cet instant, je perdis le sentiment de ce qui se passait autour de moi. Tout ce que je sais, c'est que, vers huit heures, je m'entendis vigoureusement interpeller, place de l'Opéra, par un monsieur décoré dont je venais d'épousseter le monocle avec six plumeaux qui s'épanouissaient sous mon bras. »

— Jacques, p.10